# Конрад X Белый
Конрад X Белый (Младший) (пол. Konrad X Biały (Młodszy), нем. Konrad X. von Oels (Konrad X. „der junge Weiße“; ок. 1420 — 21 сентября 1492) — князь Олесницкий, Козленский, Бытомский, Сцинавский и Волувский (1450—1452, с братом Конрадом IX), князь Волувский (1452—1489, 1490—1492), Сцинавский (половина княжества, 1452—1492), Олесницкий (1478—1489, 1490—1492). Последний мужской представитель олесницкой линии Силезских Пястов.

## Биография
Представитель силезской линии польской династии Пястов. Младший сын Конрада V Кацкого (1381/1387 — 1439), князя Олесницкого (1412—1439), и Маргариты, происхождение которой неизвестно.
В сентябре 1439 года после смерти своего отца, Конрада V Кацкого, Конрад IX Черный и его младший брат Конрад X Белый унаследовали его владения. С 1439 по 1450 год братья находились под опекой их дяди Конрада VII Белого, управлявшего их княжеством. Их мать, вдовствующая княгиня Маргарита, получила Волув в качестве вдовьего удела. В 1449 году Маргарита умерла, и Конрад VII Белый забрал Волув себе.
В марте 1450 года братья Конрад IX Черный и Конрад X Белый подняли восстания против князя Конрада VII Белого, арестовали его вместе с женой и заключили в Олесницком замке. Все земли и всё имущество своего дяди братья Конрад IX и Конрад X забрали себе . В конфликт дяди с племянниками вмешался германский король Фридрих III Габсбург. В том же 1450 году Конрад VII Белый был выпущен на свободу и уехал во Вроцлав. В июле 1450 года Фридрих III Габсбург назначил трёх судей для урегулирования конфликта. В апреле 1451 года суд предписал князьям Конраду IX и Конраду X вернуть их дяде все захваченные владения и имущество. В апреле-мае 1451 года Конрад VII Белый переуступил свои права на Олесницкое княжества в пользу германского короля Фридриха III Габсбурга, несмотря на то, что его племянники не исполнили решения королевского суда и не вернули ему его владения и имущество. Фридрих III Габсбург уступил права на Олесницкое княжество своей сестре Маргарите Австрийской.
Первоначально братья Конрад IX Черный и Конрад X Белый совместно управляли всеми владениями, отобранными ими у Конрада VII. Но в 1452 году Конрад VII Белый умер, а у короля Фридриха III не было возможности силой заставить братьев выполнять решение суда, и они решили разделить совместные владения на две части: Конрад IX Чёрный получил во владение Олесницу, Козле, половину Бытома и город Гливице, а Конрад X Белый — Волув, половину Сцинавы, а также города Сыцув и Милич.
Во время войны за чешскую корону князья олесницкие Конрад X Белый и Конрад IX Черный первоначально поддерживали чешского короля Йиржи из Подебрад, в 1459 году они принесли ему ленную присягу на верность в обмен на подтверждение им их прав на отцовские владения. Конрад X Белый также поддерживал хорошие отношения с Польшей. Во время вторжения в Силезию войск венгерского короля Матьяша Хуньяди братья Конрад X Белый и Конрад IX Черный покинули Йиржи из Подебрад и принесли оммаж королю Венгрии.
В 1460 году Конрад Белый принимал участие (в свите чешского короля) в глогувском съезде между Йиржи из Подебрад и польским королём Казимиром IV Ягеллончиком. В 1465 году Конрад принимает участие в дипломатической миссии в Рим по вопросу обсуждения отмены отлучения от церкви, наложенного в 1463 году на князя Жаганьского Яна II Безумного. В мае 1468 года из-за поддержки чешского короля Йиржи из Подебрад Конрад Белый был временно отлучён от церкви папским легатом.
После смерти старшего брата Конрада Черного в августе 1471 года Конрад X Белый стал управлять его владениями. Олесница и Берутув в качестве вдовьего удела были завещаны вдове Конрада Чёрного Маргарите Равской.
В 1472 году князь Конрад X Белый издал привилей для мещан Бытома, даровал им исключительное право торговли в городе, лишив этого права крестьян. В том же 1472 году не состоялся задуманный им брак между Барбарой, дочерью покойного Конрада Черного, и Альбрехтом, сыном Генриха I Старшего, князя Зембицкого. Конрад продал Генриху Зембицкому свои владения в Верхней Силезии (Бытом, Козле и Тошек) в обмен на сумму 9000 гульденов с сохранением права на пожизненное владение этими землями.
В феврале 1475 года князь олесницкий Конрад Белый продал курфюрстам Саксонии Альбрехту и Эрнсту права на наследование Олесницкого княжества после своей смерти за сумму 9200 гульденов и годовую выплату в 1000 гульденов. В июне того 1475 года войска венгерского короля Матьяша Хуньяди захватывают Олесницкое княжество. Конрад X Белый вынужден был принести присягу на верность Матьяшу Хуньяди как новому королю Чехии, что делает невозможным реализацию соглашения Конрада с князьями Саксонскими. В том же году Конрад X Белый отстранил Маргариту Равскую от власти в Олесницком княжестве, передав его своей племяннице Барбаре Олесницкой. Барбара стала править в Олеснице и Берутуве в качестве суверенной княгини (но под опекой своего дяди). В 1478 году Конрад Белый установил прямой контроль над Олесницким княжеством, лишив власти свою племянницу Барбару.
В 1477 году Конрад X Белый окончательно урегулировал имущественные споры с князьями Яном II Опольским и Николаем II Немодлинским из-за Прудника и его округа, фактически принадлежавшего князьям Олесницким с 1420 года.
14 марта 1480 года князь олесницкий Конрад X Белый вынужден был заключил договор с венгерским королём Матьяшем Хуньяди, по условиям которого он передавал права на наследование Олесницкого княжестве королю Чехии. В марте того же 1480 года на съезде в Гродовце князь Конрад X Белый, князь Фридрих I Легницкий, епископ вроцлавский Рудольф, представители Свидницы и Вроцлава безуспешно пытались добиться мирного завершения конфликта между Яном II Безумным и княгиней-вдовой цешинской Маргаритой Цельской.
В 1487 году силезские князья Конрад X Белый, Ян II Безумный, Николай II Немодлинский и Ян II Опольский заключили оборонительный союз против венгерского короля Матьяша Хуньяди.
В мае того же года венгерские войска оккупировали Олесницкое и Волувское княжества. Конрад Белый бежал из своей столицы во Вроцлав. Венгерский король Матьяш Хуньяди в качестве компенсации передал ему во владение замок в Уразе и предоставил ежегодную пенсию в размере 1600 гульденов.
В 1490 году после смерти Матьяша Хуньяди Конрад Белый отбил у венгров города Берутув, Олесницу, Сыцув, Прусице, Тшебницу, Вонсош, Волув и Жмигруд.
21 сентября 1492 года князь олесницкий Конрад X Белый (Младший) скончался бездетным. После его смерти Олесницкое княжество было включено в состав Чешского королевства. Через три года, 28 апреля 1495 года, в Баутцене было заключено соглашение, урегулировавшее земельные споры между королём Чехии Владиславом Ягеллоном и старшим сыном покойного короля Иржи из Подебрад Йиндржихом (Генрихом) Старшим. За отказ от Подебрадского панства в пользу чешской короны Йиндржих получал в наследственное владение Олесницкое княжество, за исключением городов Милич, Жмигруд и Сыцув, которые были отторгнуты от Олесницкого княжества ещё в 1492 году, и Волувское княжество.

## Брак
В 1450-х годах Конрад Белый женился на мещанке Доротее (ум. 6 января 1471), дочери медника Никодема Рейкенберга. По меркам дома Пястов, их брак считался морганатическим, и Доротее было запрещено употреблять титулы и звания мужа. У них не было детей.